# Cedromus
Cedromus — вимерлий рід гризунів родини вивіркових, що жив в епохи еоцену та олігоцену Канади (Саскачеван) та США (Колорадо, Небраска, Північна Дакота, Вайомінг). Види: Cedromus modicus, Cedromus savannae, Cedromus wardi, Cedromus wilsoni. 